# Ван Марум, Мартин
Мартин ван Марум (нидерл. Martinus van Marum, 1750—1837) — нидерландский физик и ботаник.
Окончил Гронингенский университет (1773 г.). В 1776—1780 гг. был врачом в Харлеме, с 1783 г. — директором кабинета любителей физики и естествознания (впоследствии музей Тейлора в Харлеме).
Работы посвящены изучению электрических явлений и газов. Проводя серию опытов в 1799 году, с целью проверки закона Бойля — Мариотта для всех газов, а не только для воздуха, и изменив лишь давление газообразного аммиака, получил его в жидком состоянии. Так был впервые получен сжиженный газ. После опытов Ван Марума последовали многочисленные попытки превратить известные газы в жидкость путём их сжатия.

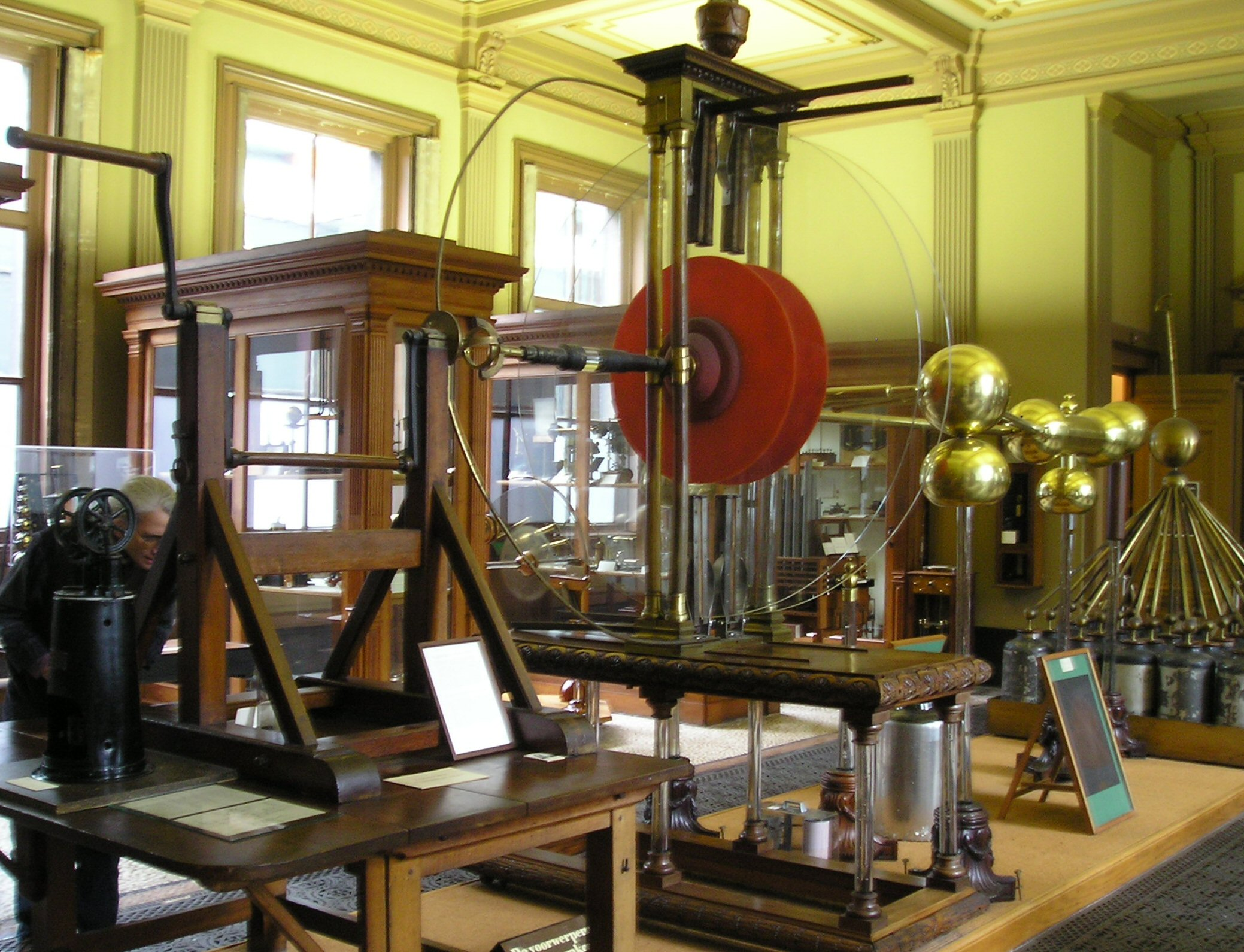
Электрическая машина ван Марума в музее Тейлора

Построил большую электрическую машину и разложил с помощью искр от неё целый ряд веществ (в 1785 г. и позже), в частности, аммиак на азот и водород. По характерному запаху и окислительным свойствам, которые приобретает воздух после пропускания через него электрических искр, открыл озон. В 1786 году установил связь теплоты с электрической искрой.
Член-корреспондент Парижской АН (1803).